# آرپی‌دی
مسلسل سبک آرپی‌دی دگتریف RPD (به انگلیسی: RPD machine gun) نوعی مسلسل سبک است که به مدت بیش از ۶ دهه در یگان‌های مختلف ارتش دنیا استفاده شده است.
نمونه‌هایی از این سلاح پس از جنگ ایران و عراق به شکل غنیمتی به دست ایران افتاد، که پس از تعمیر و نوسازی با نام ثعبان رونمایی شد.

## تاریخچه
در سال ۱۹۴۴ میلادی در اواخر جنگ جهانی دوم گروه از مهندسان روسی به سرپرستی «دگتریف. آ. ای» مسلسل سبکی طراحی و ساختند که مورد تأیید فرماندهان ارتش سرخ قرار گرفت با توجه به مشکلات کارخانه جات اسلحه سازی و کمبود مواد اولیه تعداد کمی از مسلسل دگتریف تولید و در اختیار نیروهای ارتش سرخ درگیر در جنگ جهانی دوم قرار گرفت سرانجام پس از پایان جنگ جهانی دوم در سال ۱۹۵۳ میلادی به تعداد زیادی مسلسل دگتریف ساخته و در اختیار نیروهای ارتش سرخ قرار گرفت.

## استفاده‌کنندگان
شوروی مسلسل سبک دگتریف را با کمی تغییرات و با نام آرپی دی ام تولید و در اختیار نیروهای ارتش مصر، چین، آلمان، فنلاند، لهستان، اندونزی، کره شمالی، ویتنام، رومانی و مجارستان قرار داد. همچنین این سلاح در کشورهای چین، لهستان و کره شمالی توسط کارشناسان صنایع اسلحه سازی برای نیروهای نظامی تولید و مونتاژ شده است.

## مشخصات
سیستم مسلح کردن اسلحه بر اساس فشار غیر مستقیم گازهای خروجی می‌باشد در این اسلحه رگلاتور گازی وجود دارد که می‌توان مقدار گازهای خروجی از لوله اسلحه را را تنظیم کرد و برای دقت در نشانه روی اسلحه دگتریف مجهز به دوپایه می‌باشد.
نوع فشنگهای مصرفی این اسلحه از نوع پوکه کوتاه با مرمی‌های مختلف می‌باشد، مرمی با هسته فولادی و رسام و نوع دیگری از مرمی است که علیه ادوات نظامی با زره سبک استفاده می‌گردد.
تغذیه مسلسل دگتریف از دورن جعبه‌ای صورت می‌گیرد که در آن دو عدد نوار با تعداد ۵۰ فشنگ وجود دارد که می‌توان این دو نوار فشنگ رابهم می‌توان متصل کرد، قدرت مانور این مسلسل بسیار زیاد می‌باشد این سلاح با وزن سبک از دقت بالای در نشانه روی و حجم آتش زیادی در میادین جنگ برخوردار می‌باشد، از این سلاح می‌توان مانند سلاح ضدهوایی علیه هدفهای تا ارتفاع و فاصله ۵۰۰ متری استفاده کرد، در این اسلحه از سیستم نشانه روی مکانیکی و سیستم نشانه روی اپتیکی و الکترونی می‌توان استفاده کرد حمل سلاح توسط نیروی‌های پیاده با استفاده از تسمه صورت می‌گیرد.

## مشخصات فنی
- کالیبر: ‎۳۹×۷٫۶۲ میلی‌متر
- وزن با خشاب فولادی پر: ۷٬۴۰ کیلوگرم
- طول سلاح: ۱۰۳۷ میلی‌متر
- طول لوله: ۴۵ سانتیمتر
- ظرفیت نوار فشنگ: ۱۰۰ فشنگ
- تعداد و گردش خان: ۴ عدد از چپ به راست.
- سرعت اولیه گلوله: ۷۳۵ متر بر ثانیه
- نواخت تیر علمی: ۶۵۰ تیر در دقیقه
- برد مؤثر با سایت مکانیکی: ۸۰۰ متر
- برد مؤثر با دوربین اپتیک: ۱۰۰۰ متر[۱۰]